# 大島正
大嶋　正（おおしま ただし、1918年（大正7年）4月11日 - 1984年（昭和59年）3月3日）は、スペイン文学者、同志社大学商学部教授。専攻はスペイン古典文学。

## 来歴
福井県福井市出身。1940年、東京外国語学校スペイン語部文科を卒業する。日本郵船社員、都新聞記者などを経て、1962年に同志社大学商学部助教授となる。
1966年、給与所得者は過重な税負担を課せられているとして「サラリーマン税金訴訟」を起こした。一、二審で敗れ、1984年3月3日、最高裁上告中にS状結腸癌により死去。享年65歳。
1975年、『魔女セレスティナ』で第12回日本翻訳文化賞を受賞する。

## 著書

### 単著
- 『ドン・ホアンの原型の研究』白水社、1966年5月。
- 『スペイン文学への誘い』創世記、1978年10月。

### 共著
- 大島正、大島真理『我、敗れたり、されど 大島正20年の軌跡』中教出版、1985年11月。ISBN 9784483000153。

### 編集
- ピオ・バローハ『サンティ・アンディアの不安』白水社、1974年1月。ISBN 9784560016862。

### 翻訳
- ピエール・ショーニュ『ラテン・アメリカ史』白水社〈文庫クセジュ 160〉、1955年3月。ISBN 9784560051603。
- アンドレ・シーグフリード『ラテン・アメリカ』白水社、1959年2月。
- フェルナンド・デ・ローハス『魔女セレスティナ』外国文学会、1975年7月。
- ベニート・ペレス・ガルドス『トラファルガル スペイン国民挿話 その1』高橋早代・大島正訳・解説、朝日出版社、1975年8月。